# 勒布朗·詹姆斯

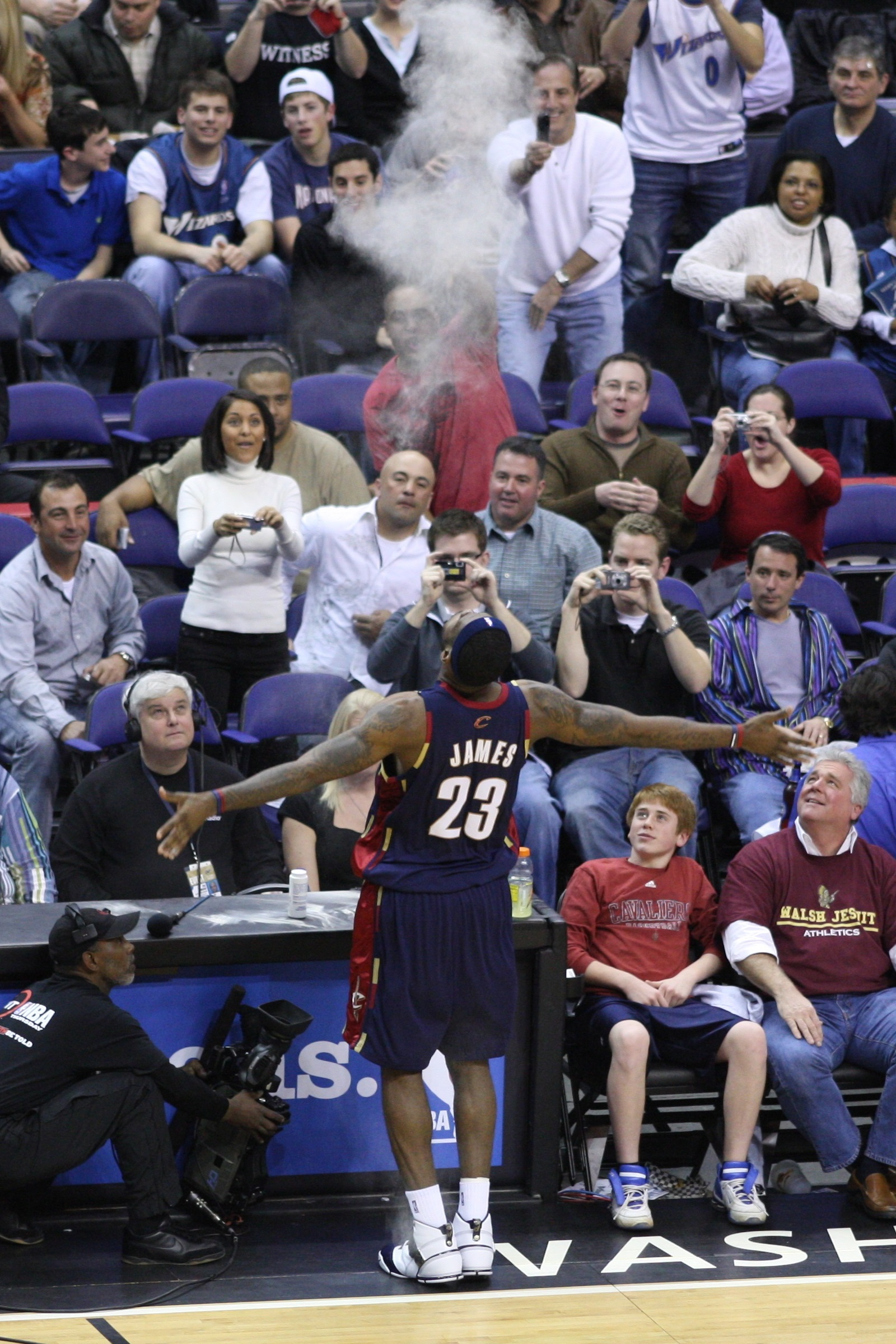
2008年，詹姆士在比賽開始之前，灑滑石粉的儀式

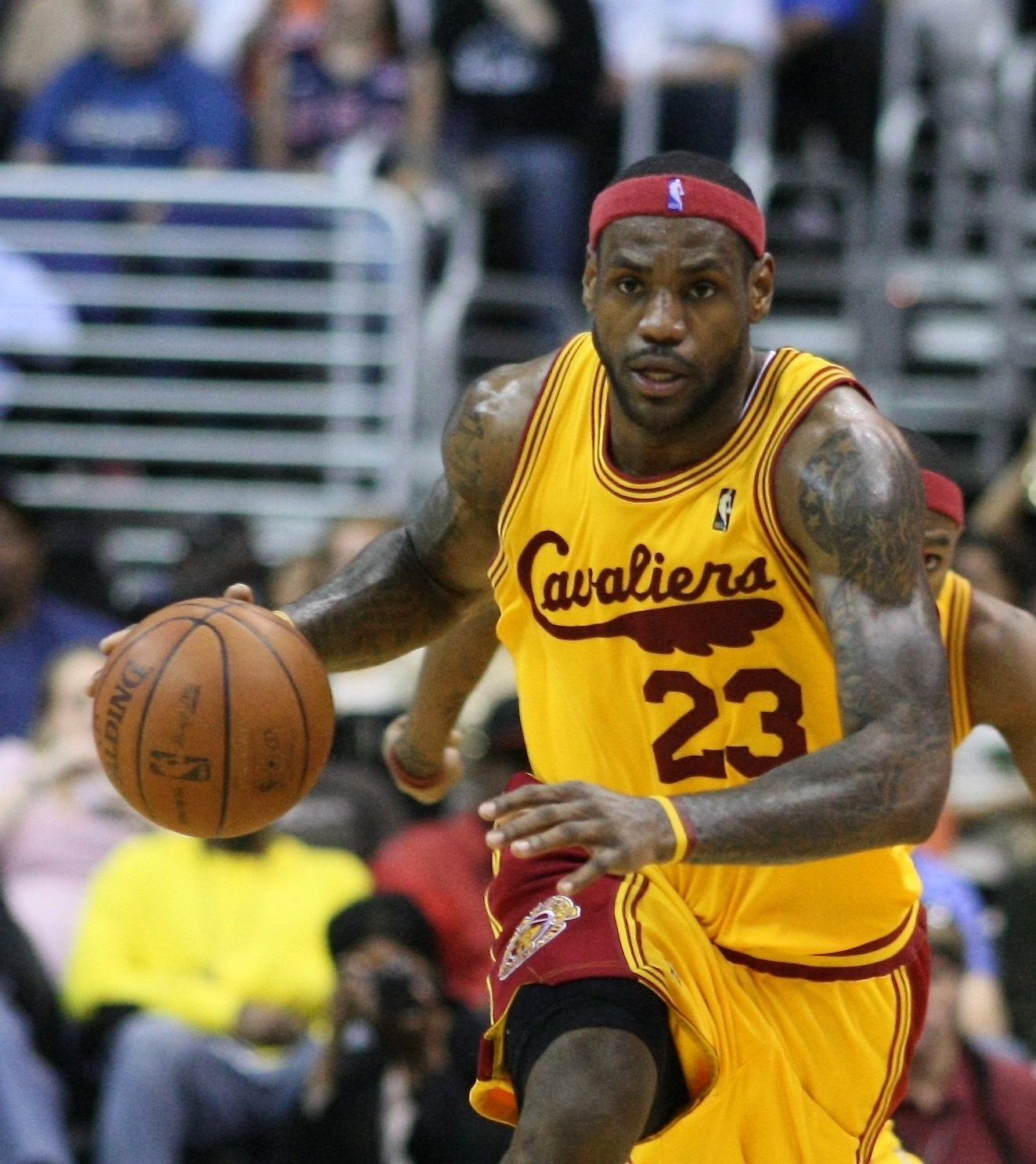
2009年，穿著經典球衣的勒布朗詹姆斯

勒布朗·瑞蒙·詹姆士（英語：LeBron Raymone James Sr.，1984年12月30日—），美國職業籃球員，現效力於NBA洛杉磯湖人，外號「詹皇」（King James）。他被視為NBA史上最佳球員之一，其歷史地位在球评界常与迈克尔·乔丹並論。他共擁有四座NBA總冠軍、四次NBA最有价值球员、四次总决赛最有价值球员以及三枚奧運金牌，入選NBA年度第一隊十三次、NBA年度防守第一隊五次以及全明星赛二十一次，並率隊挺進NBA总决赛十次，現為NBA歷史總得分王和世界總得分王。
詹姆士出生於俄亥俄州阿克伦，於聖文森–聖瑪麗高中畢業後即投入2003年NBA选秀，他在選秀中以首輪第一順位被克里夫蘭騎士選中。2003–04年賽季，詹姆士獲選為NBA年度最佳新秀。2009年與2010年，詹姆士连续两年贏得NBA最有价值球员。
2010年以自由球員身份與邁阿密熱火簽約。在2012年與2013年替邁阿密熱火贏得兩座NBA總冠軍，連續兩個賽季被評選為NBA最有价值球员和总决赛最有价值球员。2014年選擇退出與邁阿密熱火的合約，重新與克里夫蘭騎士簽約。2016年，克里夫蘭騎士在一比三落後情況下逆轉擊退金州勇士，終結克利夫兰當地職業球隊52年的冠軍荒，詹姆士贏得第三次总决赛最有价值球员。
2017–18年賽季結束後，詹姆士跳出與克里夫蘭騎士的合約，和洛杉磯湖人簽約。2020年，洛杉磯湖人贏得總冠軍，詹姆士獲得生涯第四次總決賽最有價值球員。

## 早年经历
1984年12月30日，勒布朗·詹姆士出生在俄亥俄州阿克倫的單親家庭，他的母親格洛麗亞·詹姆斯當時只有16歲。最初幾年，母子二人与祖母弗雷达住在希科里街的一所房子，1987年，42歲弗雷达死于心脏病。5歲至8歲那幾年，詹姆斯搬過12次家。

## 初中篮球生涯
勒布朗·詹姆士早在初中时期，教练带他参加美国业余JJ联合会（The Amateur JJ Union）。雷霸龍在比赛中表现傑出，被稱為是該赛事中「最厲害的球員」。雷霸龍的球隊也在他的带领下一路披荆斩棘，来到了决赛。但可惜的是，勒布朗错过绝杀，他的球隊屈居亚军。在这次旅行中，勒布朗便決定立志進入NBA，並成為最強的球員。

## 高中篮球生涯
14歲的雷霸龍就讀於天主教會開辦的學校聖文森及聖瑪麗高中，一年级時，身高1.88米，整個賽季場均18分6.2籃板的成績帶領聖文森及聖瑪麗高中（St.Vincent-St.Mary）取得27勝0敗的戰積，決賽中以73-55大勝對手贏得了俄亥俄州三級聯賽冠軍（Ohio Division III State Champion）。決賽中詹姆斯得到25分9籃板及4次助攻。
在高中的第二年，勒布朗高二賽季場均拿下25.2分7.2個籃板5.8助攻3.8搶斷，聖文森及聖瑪麗高中以26勝1負的戰績衛冕了州冠軍，由於勒布朗的傑出表現，勒布朗獲選為俄亥俄州籃球先生（Ohio's Mr. Basketball）及《今日美國》(USA Today)選出的高中全美第一隊。勒布朗也成為俄亥俄州史上首位入選《今日美國》的高二生。
在高中的第三年，勒布朗成為第一位登上運動畫刊（Sports Illustrated）封面的高中籃球員，並以29分8.3個籃板5.7次助攻3.3個抄截的成績蟬聯俄亥俄州籃球先生及USA Today高中全美第一隊，並且成為第一位得到Gatorade National Player of the Year Award的高三學生，聖文森及聖瑪麗高中本季拿到23勝4負的成績，卻在二級聯賽冠軍賽（Ohio Division II State Championship）時，輸給了Roger Bacon。
勒布朗在经历了高中三年级与Roger Bacon的比赛的失利，所在的圣文森及圣玛丽高中球队仅在当时的＂全美高中男子篮球队Top 25＂中排名第23。为了改变这样的窘境，球队开始在全国范围内与各支球队比赛。在勒布朗的带领下，在短短的幾个月内聖文森及聖瑪麗高中就以全胜的成绩，成为全美排名第一的高中男子球队。
然而有关的负面的新闻也随之而来。傳媒称勒布朗接受了一辆悍马，“而作为一个高中学生，这种职业球员的生活方式是无法容忍的”。之后事件不断恶化，勒布朗最终因被指控收受了他人提供的球衣和篮球鞋而被禁赛兩場。
在高中四年級，這一年，17歲的勒布朗平均得到31.6分9.6個籃板4.6次助攻3.4個抄截，率隊25勝1負，也讓勒布朗再次獲選為亥俄州籃球先生及USA Today高中全美第一隊，並連續兩年蟬聯Gatorade National Player of the Year Award，同時他也出席了三大年終高中明星賽：the EA Sports Roundball Classic、the Jordan Capital Classic以及2003麥當勞高中全明星賽，聖文森及聖瑪麗高中也在四年內第三度奪得州冠軍。詹姆斯在高中的生涯總共得到2657分、892個籃板以及523次助攻。為表揚他的成就，聖文森及聖瑪麗高中也將詹姆斯的23號球衣退役。

## 高中生涯獲得榮譽和成績
- 奈史密斯高中籃壇MVP：2003年[12]
- 高中四年籃球生涯中總共獲得2657分、892個籃板和523次助攻
- 連續三季獲得俄亥俄州「高中籃球先生」的榮譽（2000－01、2001－02、2002－03）
- 2000-01賽季成為史上第一位入選《今日美國》全美第一隊的高二生
- 連續三季入選《今日美國》全美第一隊（2000－01、2001－02、2002－03）
- 带领聖文森及聖瑪麗高中籃球隊參加了四個賽季的比賽，並奪得3次州冠軍（1999－00、2000－01、2002－03）
- 亦曾經參與美式足球運動，被選入全州第一隊，位置是外接員[13]

| 賽季    | 年級      | 出賽 | FGM-A   | FG%   | 3FGM-A | 3FG%  | FTM-A   | FT%   | RPG | APG | SPG | BPG | PPG  |
| ------- | --------- | ---- | ------- | ----- | ------ | ----- | ------- | ----- | --- | --- | --- | --- | ---- |
| 1999-00 | Freshman  | 27   | 199-386 | 0.516 | 30-95  | 0.316 | 59-74   | 0.797 | 6.2 | 3.6 | 3.1 | 1.0 | 18.0 |
| 2000-01 | Sophomore | 27   | 264-452 | 0.584 | 33-84  | 0.393 | 123-173 | 0.711 | 7.2 | 5.8 | 3.8 | 1.6 | 25.2 |
| 2001-02 | Junior    | 27   | 300-531 | 0.565 | 48-141 | 0.340 | 108-182 | 0.593 | 8.3 | 5.7 | 3.3 | 1.7 | 29.0 |
| 2002-03 | Senior    | 26   | 295-527 | 0.560 | 60-157 | 0.382 | 80-118  | 0.678 | 9.6 | 4.6 | 3.4 | 1.9 | 31.6 |

## 職業生涯

### 克里夫蘭騎士（2003－2010）
2003-2004年賽季，勒布朗在2003年6月26日的NBA選秀會上以第一輪第一順位被克里夫蘭騎士選中，成為NBA歷史上最年輕狀元秀（18歲又178天）。2003年7月4日，詹姆斯與騎士簽訂了一份為期三年、總金額1296萬美元的合同。10月29日，生涯的第一場比賽面對沙加緬度國王，取得25分、6籃板、9助攻及60%的投籃命中率（20投12中）。11月29日，面對曼菲斯灰熊，攻下33分，成為NBA史上最年輕達成單場30分的球員（18歲334天）。2004年2月9日，對戰波士顿凯尔特人，取得19分，使他的職業生涯總得分達到1,008分，成為NBA史上最年輕達成1000分的球員（19歲41天）。他全場出戰40分鐘，投籃16投7中，三分球4投1中，罰球6投4中，另外有5籃板和5助攻。3月27日，對戰紐澤西籃網，取得41分，成為NBA史上最年輕達成單場40分的球員（19歲88天）。勒布朗在新秀賽季場均20.9分、5.5籃板、5.9助攻1.6搶斷，是繼辛辛那提皇家（國王前身）後衛奥斯卡·罗伯逊及麥可·喬登後，NBA史上第三位於新秀球季就能得到平均「20分、5籃板、5助攻」的球員。這個賽季騎士的成績是35勝47負，比上季多贏得18場比賽，但未能进季後賽。
2004－2005年賽季，2005年1月19日，對決波特蘭拓荒者，全場攻下27分、11籃板、10助攻，完成個人職業生涯的第一次「大三元」和NBA史上最年輕達成大三元的球員（20歲20天）。2月20日，詹姆士生涯首次入選為NBA全明星賽東區先發球員，繳出13分、8籃板、6助攻，最後東區明星隊以125-115擊敗西區明星隊。3月20日，對上多倫多暴龍，攻下個人生涯單場最高的56分，也成為NBA史上最年輕單場得到50分的球員（20歲80天）。騎士在此賽季最終取得42勝40敗，雖和東區第八的籃網戰績相同，但因騎士在例行賽和籃網的對戰成績為1勝3敗，仍未能进季後賽。
2005-2006年賽季，2006年1月21日，騎士客場對戰猶他爵士，詹姆斯全場36投16中，三分球12投7中，罰球17中12，狂砍51分5籃板8助攻，成為NBA史上最年輕5000分球員。詹姆斯以21歲22天的年齡超越科比·布莱恩特（22歲116天）。2月19日，詹姆士再次入選全明星賽東區先發，送出29分、6籃板、2助攻的表現，協助東區明星隊以122-120擊敗西區明星隊，詹姆士獲選為全明星賽MVP，以21歲51天成為史上最年輕的明星賽最有價值球員。3月22日~4月8日，勒布朗連續九場比賽得分在35分以上，自1970年代起，只有麥可·喬丹及柯比·布萊恩才能達成這項記錄。勒布朗在本賽季平均取得31.4分、7.0籃板、6.6助攻，成為NBA史上最年輕達成單季平均超過30分的球員（21歲107天）。同時，他也是史上第四位單季平均在30分、7籃板及6助攻以上的球員。騎士本季戰績50勝32敗，以東區第四種子晉級季後賽，也是1998年以來首次晉級，首輪對上華盛頓巫師。4月22日，勒布朗在生涯的第一場季後賽取得32分、11籃板、11助攻的「大三元」，騎士也以97-86擊敗對手，他是繼约翰尼·麦卡锡及魔術強森後，第三位在生涯首場季後賽中取得大三元的球員，最終騎士六場比賽將巫師淘汰。勒布朗在季後賽平均攻下30.8分、8.1籃板、5.8助攻。不過在第二輪，騎士即被底特律活塞淘汰出局。
2006-2007年賽季，2007年2月18日，詹姆士連續第三年獲選為明星賽東區先發前鋒，他取得28分、6個籃板及6次助攻，但最後東區以132比153不敵西區。此賽季騎士以50勝32敗的成績成為東區第二種子晉級季後賽。首輪直落4橫掃華盛頓巫師。第二輪遇到的對手是紐澤西籃網，騎士第六戰在客場88比72大勝對手，4-2將紐澤西籃網淘汰出局，這也是騎士自1992年以後首次晉級東區決賽。東區決賽他們面對到的對手是底特律活塞，活塞已連續第四年都至少打進東區決賽，並曾在2004年拿過總冠軍。騎士前兩戰在客場皆以76比79落敗，但最後他們在第六戰以98比82勝出，連勝四場晉級總決賽。勒布朗在第五場比賽表現出色，個人取得48分、9籃板、7助攻，並且還包辦球隊最後30分中的29分，在歷經了二度延長後，以109比107擊敗了活塞，騎士也獲得了隊史上的第一個東區冠軍。在總決賽中，面對的對手是聖安東尼奧馬刺，最後騎士遭到馬刺直落四場橫掃擊敗，此冠軍戰也創下了歷年來轉播收視次低紀錄。勒布朗在總決賽中遭到馬刺的嚴防，表現不盡理想，平均得分是22.0分、7.0籃板、6.8助攻，和前三輪平均25.8分、8.3籃板、8.3助攻的表現有段落差。整個季後賽的平均則是25.1分、8.1籃板、8.0助攻。勒布朗也成為第一位騎士隊的非後衛球員達成連續8場比賽單場至少都有7次助攻。
2007-2008年賽季，2008年2月，勒布朗連續4年入選東區明星隊，在NBA明星賽上陣。他成為比賽中的最有價值球員，以27分、8個籃板、9個助攻、2個抄截及2個阻攻協助東區以134-128擊敗西區。2月27日，勒布朗在對波士頓塞爾特人的比賽中，取得了個人生涯的第1萬分。他僅以23歲59天，成為最年輕達成1萬分的球員，此外他花了368場完成1萬分，是NBA第九最快的記錄。3月21日對多倫多速龍的比賽中取得29分，取代布拉德·多赫蒂成為騎士總得分最高的球員，以10,414分超過多赫蒂的10389分。勒布朗是2007-08球季常規賽平均得分最高的球員，不過在常規賽MVP不敵柯比·布萊恩和克里斯·保羅之下得第三。但成為了NBA的得分王。勒布朗以45勝37負成績帶領球隊晉身季後賽，在第一圈面對華盛頓巫師，以總場數4-2擊敗對手。在第二圈面對波士頓塞爾特人，騎士迫使塞爾特人進入第七場比賽，並與皮爾斯分別砍下41分與45分，但最後騎士以3比4敗北，未能再進一步。
2008-2009年賽季，2009年2月4日，作客對纽约尼克斯的賽事中，勒布朗幾乎完成自1975年卡里姆·阿卜杜勒·贾巴尔以來個人得分超過50分的大三元，在比賽中取得52分、11次助攻及9個籃板。原本賽後的統計是抓到10個籃板，但之後修正為9個籃板。2月20日詹姆士取得55分協助球隊擊敗密爾沃基雄鹿。在3月10日至13日，連續三場賽事取得大三元成績。3月25日騎士擊敗篮網後，協助球隊取得自成立以來最好的成績。勒布朗·詹姆士成為常規賽最有價值球員，是騎士歷來奪得此榮譽的最年輕球員。亦首次進入NBA防守一隊。在季後賽，帶領騎士以不敗的姿態擊退底特律活塞及亞特蘭大老鷹率先晉身東岸決賽，對手是奥兰多魔术，但是第一场比赛就遭到魔术顽强反击，希达耶特·特科格鲁最后关头命中关键球，随后助攻拉沙德·路易斯确立领先。此役更被特科格鲁拿下15分14次助攻。第二场比赛，魔术与骑士战斗到最后关头，特科格魯突破后左侧跳投命中；詹姆士在最後1秒面對特科格鲁起手射進一球三分球，以96比95反勝。但是最後在第六場比賽以2比4败于魔術。
2009-2010年賽季，2010年2月，詹姆士連續六次參加NBA明星賽，更連續三年取得250萬票。2月18日與同梯安東尼上演頂尖對決，取得43分、13個籃板及15次助攻，最後116-118惜敗丹佛金塊。這是自1962年2月13日奧斯卡·羅伯遜以來首次有球員在單場比賽取得40分、13個籃板及15次助攻。。詹姆士雖然成功帶領騎士以東岸首名晉身季後賽，成為常規賽最有價值球員。第一輪順利淘汰芝加哥公牛，季後賽第二輪的對手是波士頓塞爾特人，其中第五場14投三中取得15分。雖然第六場賽事取得季後賽第六個大三元，但仍以85-94不敵波士頓塞爾特人而遭淘汰出局。詹姆士將在新球季換穿6號球衣，原因是為了尊重麥可·喬丹而放棄自己原有的23號背號。

### 邁阿密熱火（2010－2014）
在2009–10年球季結束後，詹姆士成為自由球員，傳聞芝加哥公牛、邁阿密熱火、纽约尼克斯、達拉斯小牛及洛杉磯快艇皆對他有極大的興趣。2010年7月8日，詹姆士透過ESPN舉辦的全國直播特別節目「The Decision」宣布與熱火隊簽約，將與德懷恩·韋德和克里斯·波許組成熱火三巨頭。此事讓克里夫蘭騎士隊的球迷為之氣結，甚至公開燒毀市面販售的詹姆士球衣。詹姆士也成為當時全世界不受歡迎的運動員.，創下了前一季MVP轉隊紀錄，目前還是歷史唯一一人。
2010-2011年賽季，詹姆士第七次入選明星賽，砍下29分、12個篮板和10次助攻，成為繼麥可喬丹之後，在全明星賽上第2個拿到大三元的球員。詹姆士替熱火首場上陣賽事面對波士頓塞爾蒂克，雖然他獨自得到31分，但在兩名主力保殊及韋德失準的狀況下，以80-88的結果負於對手。12月18日對纽约尼克斯的比賽中取得32分、11個籃板及10次助攻取得當季第二個大三元。12月3日，熱火隊作客克里夫蘭騎士的比賽中，詹姆士對老東家取得了38分、5個籃板和8次助攻，熱火隊118比90擊敗騎士。詹姆士在常規賽平均取得26.7分，在聯盟排行第二，但未能成功衛冕MVP獎項。在季後賽四強第五場比賽對波士顿塞爾特人與韋德合共攻入67分，協助球隊在第五場賽事反勝對手，以4比1晉級。在東岸決賽對芝加哥公牛第五場賽事中，取得28分之餘，完場前更封阻德里克·罗斯的三分球，協助球隊以4比1打進總決賽。在總決賽中，熱火即使在取下了關鍵的第三場比賽，使熱火2比1領先小牛，但在第四場對小牛的比賽，詹姆士11投僅僅命中3球，得到職業生涯季後賽最低的8分，讓总比分變成2比2，最终以2比4輸給小牛，個人職業生涯第二次與總冠軍擦身而過。
2011-2012年賽季，詹姆士第八次入選明星賽，和西岸凯文·杜兰特同時得到全場的最高分36分以及6個篮板和7次助攻。詹姆士至今8場明星賽共得207分，平均25.9分史上最高。2012年2月4日，詹姆士對費城76人比賽時，得到19分，職業生涯總得分達到18004分，以27歲36天超越科比·布萊恩特（28歲156天）成為NBA總得分最年輕達成18000分的球員。及後在東岸決賽面對波士頓塞爾特人，前五戰打完熱火是2比3落後，第六場詹姆士攻下45分，摘下15個籃板以及傳出5次助攻，幫助球隊取得勝利（他也是繼1964年威尔特·张伯伦的50分、15籃板、6助攻以來，第一個在季後賽能有至少45-15-5的球員）。第七戰在主場獲勝再次晉級總決賽，對手是由凯文·杜兰特、拉塞尔·威斯布鲁克和詹姆斯·哈登三少領軍的俄克拉何马城雷霆。在總決賽中，熱火隊先在客場遭雷霆逆轉輸掉第一戰。但第二戰他們在客場拿下勝利，第三到第五戰回到主場又拿下三連勝，以總比分4比1奪得總冠軍。詹姆士在第五戰得到三双（26分、11籃板、13助攻），也是史上第七位總決賽至少有兩次三双的球員。詹姆士總決賽平均28.6分、10.2籃板、7.4助攻的全面表現也讓他獲頒總決賽MVP，而他在整個季後賽23場比賽的平均則是30.3分、9.7籃板、5.6助攻。

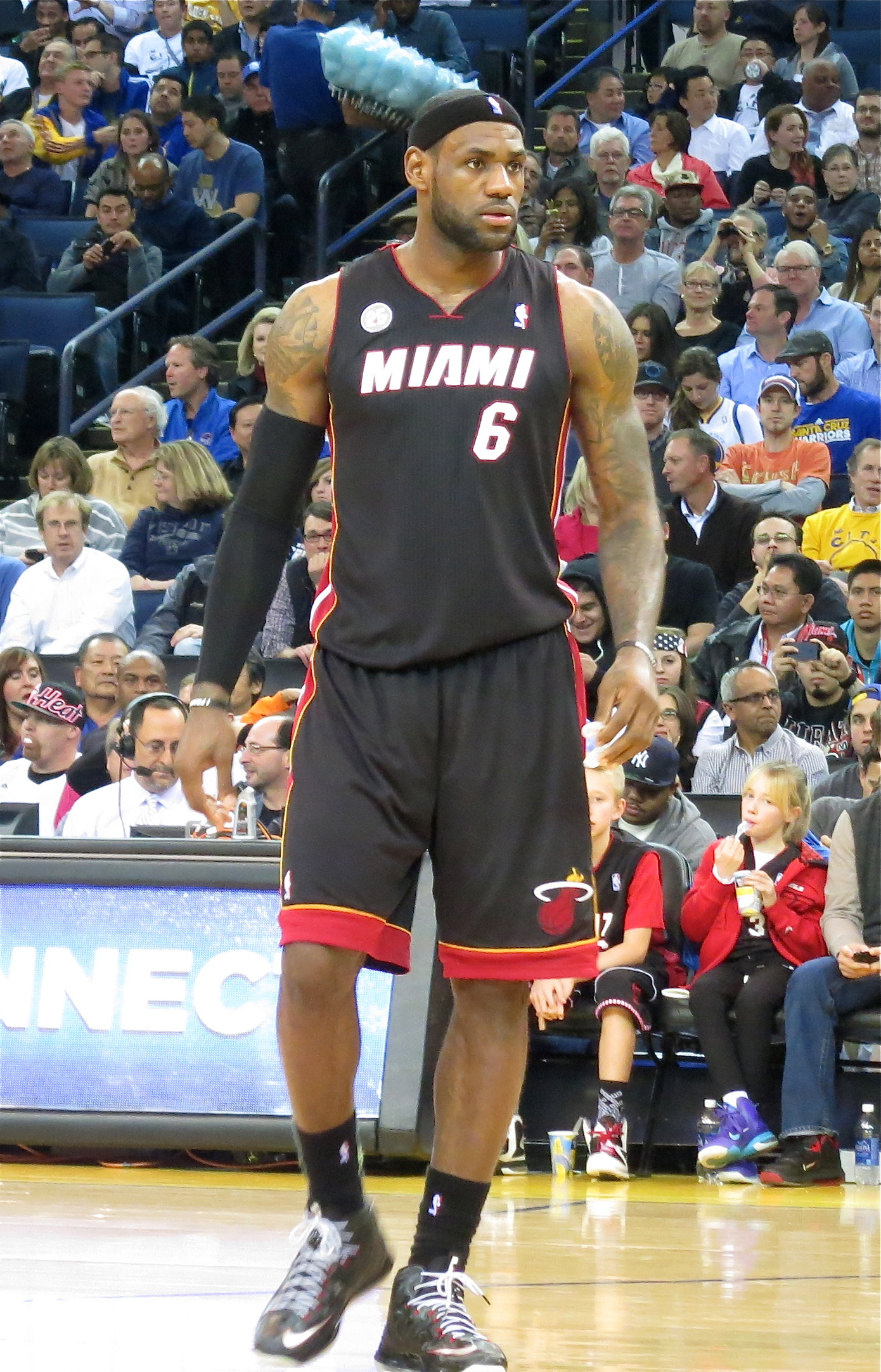
詹姆士在2013年1月達成NBA史上最年輕得到20000分球員

2012-2013年賽季，2013年1月16日，對戰金州勇士，全場取得25分、10次助攻，達成生涯得分兩萬分加五千次助攻，取代科比·布萊恩（29歲122天），成為NBA史上最年輕的20000分的球員（28歲又17天）。2月4日，對上夏洛特山貓，整場比賽14投13中，命中率高達92.9%，取得31分、8籃板、8助攻，成為繼1967年的威尔特·张伯伦後第一位達成單場至少30分、8籃板、8助攻，命中率又在90%以上的球員。詹姆士在2月3日－2月12日的連續6場比賽，皆有至少30分和60%的投籃命中率，創下NBA的新紀錄（舊紀錄是1979年的阿德里安·丹特利和1982年的摩西·馬龍的連5場）。2月26日，面對沙加緬度國王，攻下40分還傳出生涯新高的16次助攻，帶領球隊在二度延長中取得勝利。詹姆士也是NBA史上第四位達成單場至少40分加15助攻的球員（前一位是凱文·強森在1994年4月3日的42分17助攻）。詹姆士率領球隊在2月3日~3月25日締造了NBA史上第二長的27連勝，他在連勝期間的平均數據是優異的27.0分、8.1籃板、8.0助攻、1.9抄截、57.5%命中率。4月7日，在主場面對费城76人，詹姆士首節獨得11分，幫助熱火以33-18確立領先優勢，然後在第三節末段通過兩次罰球命中，正式達成生涯21,000分。詹姆斯全場砍下27分4籃板5助攻，他也以28歲97天的年齡打破威爾特·張伯倫（29歲184天）成為NBA史上年輕21,000分的球員。此戰後熱火收穫賽季第60勝，成為當季首支達成60勝的球隊，詹姆斯也追平科比·布莱恩特生涯3次單季60勝的紀錄。最終熱火隊在本賽季創下了隊史最佳的單季66勝，也取得了每一輪季後賽的主場優勢。首輪對密爾瓦基公鹿，以平均14.75分的勝分直落四淘汰對手。第二輪遇到芝加哥公牛，熱火在休息太久的情況下，首戰在主場以86-93落敗，但第二戰以115-78大勝37分，創下熱火隊史季後賽單場最多勝分，也是公牛隊史季後賽單場最多敗分。第四戰在公牛主場，熱火只讓對手得到65分，第三節只讓對手得到9分，雙雙打破公牛隊史最低紀錄，最後熱火也取得四連勝以4比1晉級東區決賽。東區決賽中遇到印第安納溜馬隊，第一場比賽熱火就陷入了苦戰，但詹姆士在最後讀秒階段上籃絕殺，拿下第一戰勝利，然而兩隊一路纏鬥到第七場，差點使得熱火隊遭到淘汰，但詹姆士藉由29分7.3籃板5.4助攻及0.510的命中率替熱火連三年拿下東區冠軍。在总决赛中，詹姆士外線準頭失常，導致熱火一路苦戰，並於第五場遭受挫敗（系列賽2比3落後馬刺），熱火第六戰一路落後瀕臨淘汰，最後靠著雷·艾倫的關鍵三分球追平比數，进入延长赛。使得熱火完成傳奇般的獲勝。第七戰，詹姆士逆勢反彈，最終在37分、12籃板和4助攻的表現下，帮助热火队4：3击败圣安东尼奥马刺队卫冕总冠军。37分追平了搶七戰最高得分紀錄。7場系列賽，詹姆士平均25.3分、10.9籃板、外加7次助攻再次获得NBA總決賽MVP。他包辦了常規賽和總冠軍賽的MVP。
2013-2014年賽季，2014年1月10日，在熱火客場對陣籃網的比賽中詹姆斯在第三節，拿下自己的第20得分，也成為了NBA史上最年輕完成22,000分的球員，以29歲又11天超越威尔特·张伯伦的30歲又100天的記錄。到了2014年3月3日，熱火主場迎戰夏洛特山貓，詹姆斯出戰41分鐘，33投22中，3分10投8中，砍下61分7籃板4助攻。帶領热火以124-107戰勝山貓，61分也締造了詹姆斯生涯單場最高得分。然後，4月4日在主場面對灰狼，以29歲又95天超越科比·布莱恩特的30歲又171天的紀錄，成為NBA史上最年輕完成23,000分的球員。賽季結束後，詹姆士率领球队以东部第二种子晋级季后赛，以4比0和4比1接连击败山猫和篮网，连续四年晋级东部决赛。东部决赛以4-2击败步行者，连续4年赢得东部冠军更闯进总决赛，但总冠军赛以1-4輸給马刺。

### 重返克里夫蘭騎士（2014－2018）

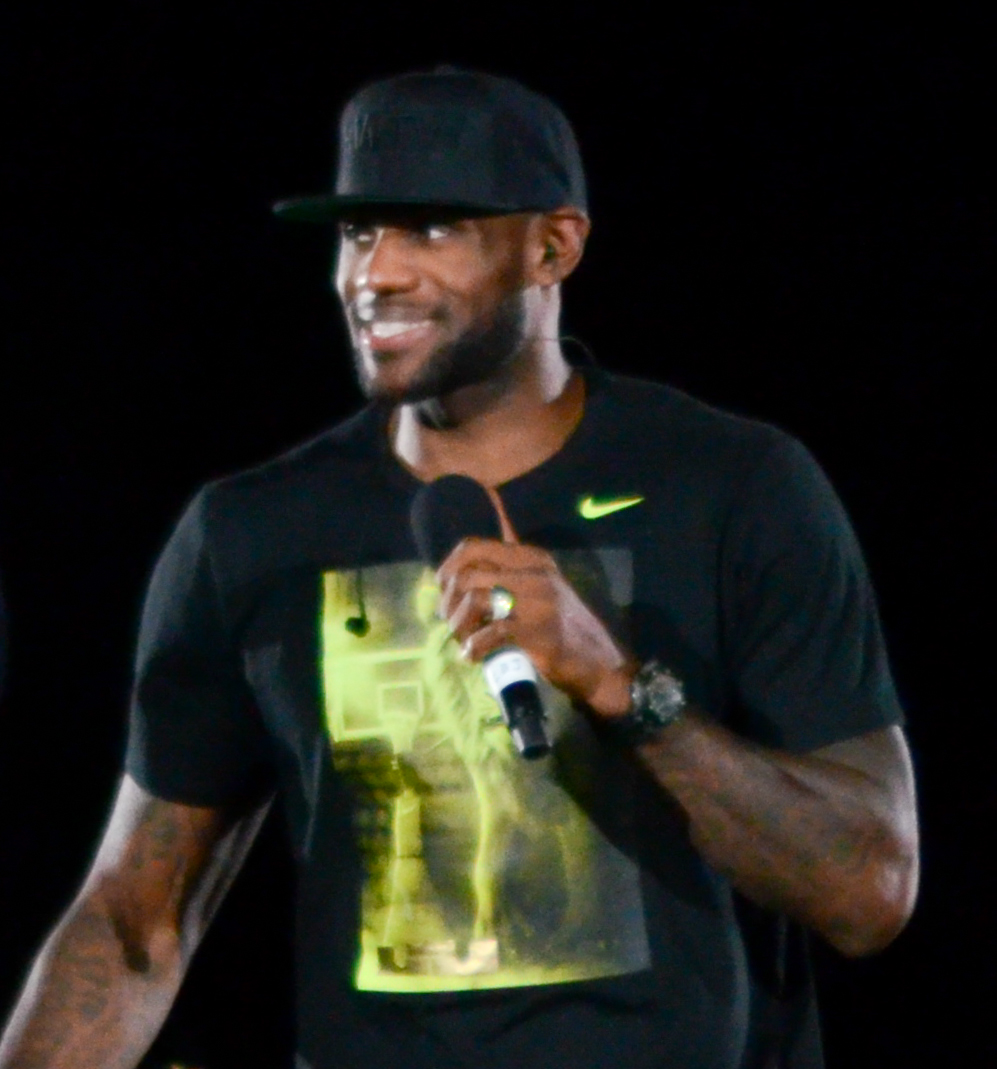
勒布朗·詹姆士回到家鄉克里夫蘭

2014-2015年賽季，在2014年7月11日，跳出合約成为自由球员。詹姆斯宣布將回到職業生涯的起點克里夫蘭騎士。與騎士簽下2年4221.7萬美元合約，第二年為球員選擇權。2015年1月17日，騎士客場對陣洛杉磯快船的比賽中，在第四節末段，他命中一記右側三分，單場得分升至31分，生涯總得分正式突破24,000分。詹姆斯也以30歲17天，超越科比·布萊恩特（31歲75天）成為NBA史上最年輕的24,000分的球員。最終騎士以126-121險勝快船，詹姆斯全場出戰42分鐘，砍下32分11籃板 。詹姆斯也成功帶領騎士以東區第二殺入季後賽。季後賽首輪以4比0淘汰波士顿凯尔特人。東區准決賽中，最后以4比2淘汰芝加哥公牛。東區決賽中，第三場詹姆斯37分18籃板13助攻的大三元演出，是季後賽生涯12次大三元，超越贾森·基德，也是NBA史上僅次於「魔術」強森的30次。最後以4比0橫掃亚特兰大老鹰，帶領騎士睽違8年再度進入了總決賽（也是詹姆士本人連續五年都打進了總冠軍賽）在總冠軍系列擁有平均攻下35.8分、13.3籃板與8.8助攻的數據，不過因失去了球隊2大主力（凱里·厄文、凱文·洛夫），最終以2比4惜敗金州勇士。
2015-2016年賽季，詹姆斯出戰74場，場均 26.4分、8.6籃板、8.7助攻、1.2搶斷，投籃命中率54.8%（生涯第二高），三分命中率36.3% ｡在2015年夏天，詹姆士宣布不執行球員選擇權跳出合約，但表態願意續留騎士，最後以2年4760萬美元與騎士簽約。2015年11月3日，騎士客場對陣费城76人，第四節比賽中，詹姆斯通過空切接隊友馬修·德拉維多瓦的傳球完成空中接力暴扣，正式突破25,000分。詹姆斯以30歲308天的年齡超越科比·布萊恩特（31歲），成為NBA史上最年輕的25,000分的球員。這場比賽騎士以107-100戰勝费城76人，詹姆斯全場出戰33分鐘，得到22分11助攻9籃板。2016年1月30日，騎士客場對陣底特律活塞，第三節的比賽中，詹姆斯強突籃下造成活塞中鋒安德烈·德拉蒙德犯規，通過兩次罰球命中第26,000分生涯總得分。詹姆斯以31歲零30天超越科比·布萊恩特（32歲80天），成為NBA史上最年輕的26,000分的球員。這場比賽騎士以114-106戰勝底特律活塞，詹姆斯也拿下20分9籃板8助攻。最終這個賽季騎士以57勝25敗連莊東部第一，季後賽第一輪直落4比0橫掃底特律活塞，接著在東區準決賽直落4比0橫掃亚特兰大老鹰。東區決賽，騎士碰上多倫多猛龍，最終以4比2連2年在東區封王，詹姆士成為史上第8位連續6年挺進總冠軍賽的球員。總冠軍賽，騎士再度碰上勇士，面對常規賽73勝9負的衛冕冠軍，騎士一度1-3落後，最終以4-3逆轉奪冠，成為NBA歷史上首支總決賽1-3落後翻盤的球隊也終結克里夫兰骑士52年冠軍荒，奪冠瞬間詹姆斯跪地痛哭，高喊："克里夫蘭，這是獻給你的！" 。最終詹姆士拿下總得分208分、總籃板79個、總助攻62次、總搶斷18次、總封阻16次，成為NBA歷史上首位總決賽五項基礎數據均列兩隊第一的球員。詹姆斯也以總決賽場均29.7分、11.3籃板、8.9助攻、2.6搶斷、2.3封阻的統治級表現，全票當選第三次總決賽最有價值球員。
2016-2017年賽季，12月11日，主場迎戰夏洛特黃蜂，詹姆士全場攻下賽季新高44分，以116比105搶下4連勝。詹姆士出手24次進17球（包括5記外線），攻下44分、9籃板、10助攻、3抄截。這是他生涯第9次單場至少「40分、10助攻」，追平迈克尔·乔丹，並列史上第5。另外，詹姆士完成生涯第7000次助攻，成為史上第一位生涯累積破27,000分、7000助攻、7000籃板的球員。2017年2月5日，在麥迪遜花園廣場轟下32分，率領騎士以111比104擊敗尼克，個人也達成生涯28000分里程碑，成為史上最年輕達成此成就的球員（32歲37天）。2月6日，詹姆士成為NBA現役球員中，得分、助攻、抄截三項數據進入首20名內的球員。騎士以東部第二的種子結束了賽季，詹姆斯場均26.4分，籃板8.6次，助攻8.7次的成績結束賽季，在季后賽第一輪的第三場比賽對上溜馬，被對手大幅領先25分，是NBA季后賽歷史上最大的半場結果，不過靠著詹姆士的41分13個籃板和12次助攻大逆轉奪勝。東部決賽的第5場比賽對上波士顿凯尔特人，詹姆斯拿下35分，超越迈克尔·乔丹成為NBA季后賽總得分王。騎士以4比1擊敗波士顿凯尔特人，前進總冠軍賽，為他連續七年打進總冠軍賽，連續三年對上勇士，詹姆士以33.6分，12個籃板，和10次助攻，成為平均NBA總決賽平均大三元的第一個球員，但騎士在第五場比賽中被擊敗。
2017-2018年賽季，騎士在2017年休賽期交易了歐文到波士頓塞爾提克，換來了小托馬斯、杰·克劳德、安特·日日奇以及來自布魯克林籃網隊的2018年首輪選秀權後，詹姆斯感到憤怒。他希望騎士能用從籃網交易來的首輪簽換取即戰力球員，但騎士老闆吉爾伯特猶豫不決，因為詹姆斯沒有承諾續約，所以這導致了詹姆斯與騎士管理層之間的緊張關係。這個賽季詹姆斯以33歲高齡打滿82場常規賽，場均貢獻 27.5分8.6籃板9.1助攻，上場時間高居聯盟第一 。在11月3日，率領騎士以130-122擊敗华盛顿奇才，攻下職業生涯第二高的57分，34次投籃命中23次，11個籃板和7次助攻，詹姆斯也成為NBA最年輕職業生涯達到29,000分的球員。2018年1月23日，騎士雖然114-102不敵馬刺，但詹姆斯成為了NBA歷史上第7位球員達到30,000分。以33歲又24天的時間，成為拿到30,000分的最年輕球員，超越柯比·布萊恩的34歲又104天。2月7日，騎士對戰森林狼的常規賽比賽中，詹姆斯在加時賽中完成後仰跳投壓哨絕殺，幫助騎士140-138獲勝。這場比賽他打了48分19秒，得到37分10籃板15助攻。 2月19日，明星賽開打，由雷霸龍隊對上史蒂芬隊，詹姆斯拿下全場最高29分，包括最後34.5秒得分逆轉戰局，率隊以148比145擊敗柯瑞領銜的隊伍，賽後第3度獲封全明星賽MVP。2月28日，詹姆斯生涯助攻數突破8000大關，成為NBA歷史上首位達成30,000分8000籃板8000助攻的球員。3月31日，騎士主場迎戰鵜鶘，詹姆斯攻下27分，生涯連續867場比賽繳出雙位數得分，超越迈克尔·乔丹，成為史上第一，也是詹姆斯生涯第941場比賽得分突破20分大關，追平柯比·布萊恩，並列史上第3，聯盟史上第2是卡里姆·阿卜杜勒-賈巴爾的1122場，卡爾·馬龍則是史上第一的1134場。4月7日，客場迎戰76人，詹姆斯攻下44分11籃板11助攻，收穫本季第18大三元，也是生涯第73次大三元，更以33歲又8天超過柯比·布萊恩34歲又185天成為史上最年輕得到31,000分的球員。4月29日，季後賽首輪騎士主場迎戰溜馬，詹姆斯第二場砍下46分12籃板，第五場詹姆斯壓哨三分絕殺，全場狂轟44分10籃板8助攻，率隊贏下天王山之戰，然後到了第七場這也是詹姆斯生涯第7次打搶七大戰，上半場攻下26分5助攻4籃板2抄截，讓他成為史上第一位在季後賽有200場得分超過20分的球員，然後這第七場的比賽詹姆斯攻下45分9籃板7助攻。詹姆斯在這七戰場均34.4分10.1籃板7.7助攻，成為NBA歷史首位單輪系列賽得分200+籃板100+助攻50+球員。5月6日，季後賽次輪騎士對陣猛龍的第三場比賽中，詹姆斯終場前8秒，猛龍憑借阿奴諾比的三分將比分追至103平。騎士後場發球，詹姆斯接球後獨自推進，從後場一條龍運至前場左側，然後面對猛龍前鋒阿奴諾比的防守，詹姆斯在距離籃筐約9米處突然騎馬射箭拋投，球打板入網，燈亮球進，壓哨絕殺！整個過程僅用8秒，未給猛龍留下任何時間。此球幫助騎士取得3-0領先，最終橫掃猛龍晉級東決。猛龍主帥德韦恩·凯西（當季最佳教練）因此下課，核心德羅贊被交易，球隊彻底重建。這也是詹姆斯生涯第五次季後賽壓哨絕殺：此球使詹姆斯超越喬丹（3次），獨佔NBA歷史第一 。5月27日，東部決賽搶七詹姆斯打滿全場48分鐘，最後時刻扛著莫里斯上籃2+1鎖定勝局。東決場均 33.6分9籃板8.4助攻，帶領騎士在東區決賽第七戰中擊敗波士顿凯尔特人，生涯自2011年起連續八次奪得東區冠軍，累計九次晉級總決賽。總冠軍賽首戰，因JR史密斯在搶下進攻籃板後，將球運到了外圍，忘記了當時是平手，而且時間所剩無幾，最終導致比賽進入延長賽，然後在延長賽後不敵勇士輸掉了比賽。但是，詹姆斯狂飆51分8籃板8助攻，創下他在總冠軍賽個人得分的生涯新高，在NBA排名上名列第5。第二場，詹姆斯超越卡里姆·阿卜杜勒-贾巴尔的1317分，成為史上總冠軍賽得分第二多的球員。最終騎士被0-4遭橫掃，但是詹姆斯場均仍貢獻34分8.5籃板10助攻，成為史上首位總決賽場均30+三雙球員。這個賽季詹姆斯也季後賽8次40+，包括三次壓哨絕殺（常規賽1次和季後賽2次），多項數據創下生涯新高。被球迷稱為 “灭霸詹” 認為是詹姆斯最強的一個賽季。

### 洛杉磯湖人（2018－至今）

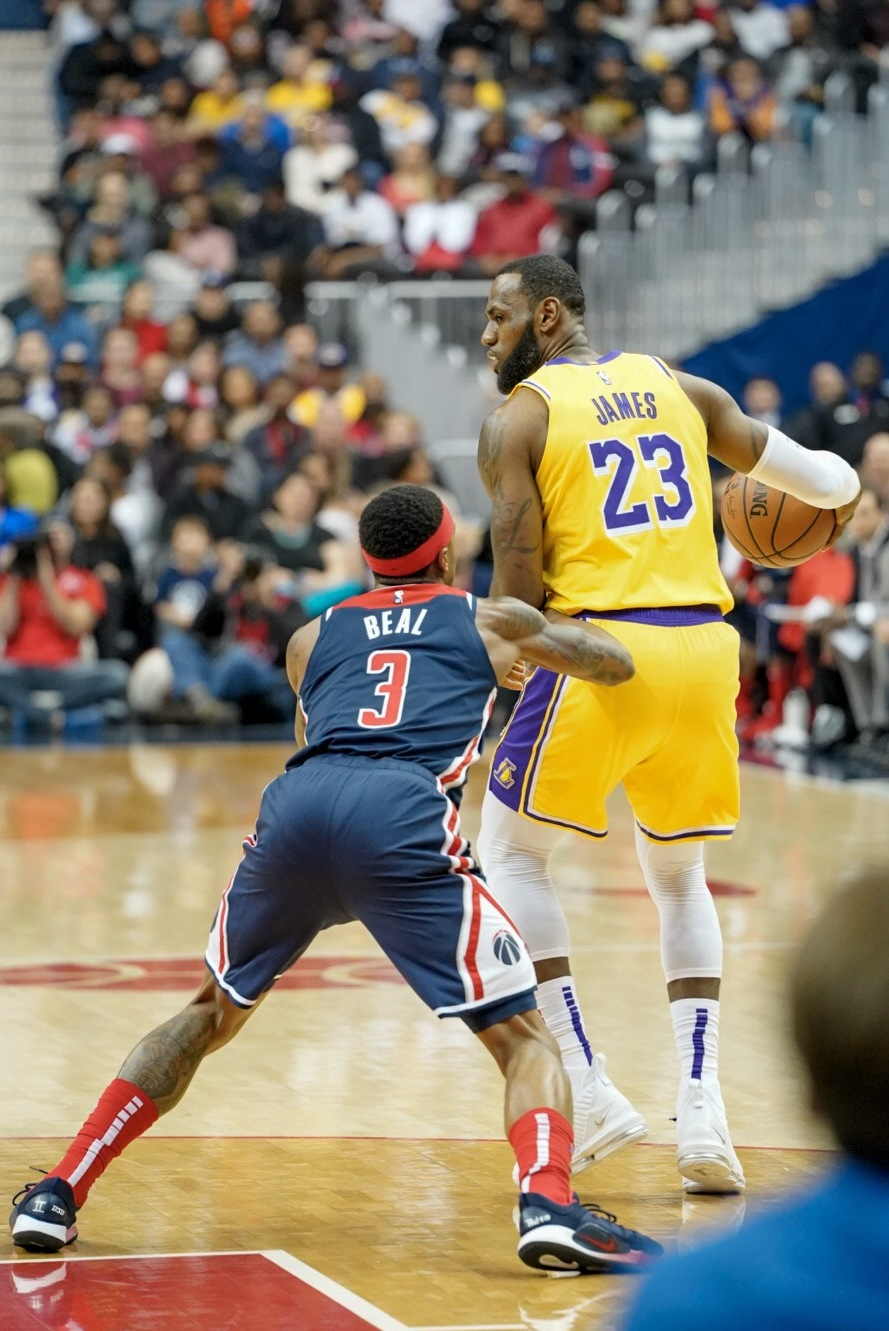
布萊德利·比爾防守著詹姆斯。（2018年）

2018-2019年賽季，在2018年7月9日，和洛杉磯湖人以4年1.54億美元簽下合約。11月15日，在主場對波特兰开拓者比賽中取得44分10籃板9助攻，為加盟湖人後的得分新高，同時生涯累積得分達到31425分，超越張伯倫，獨居史上第5。2019年3月7日，在主場對拓荒者比賽中取得31分，主場以99-115不敵丹佛掘金，職業生涯常規賽總得分來到32311分，超越迈克尔·乔丹升至歷史第4。3月22日，在以106-111輸給布魯克林籃網之後，湖人隊在季後賽中確定被淘汰出局，詹姆斯自2004-05 NBA賽季以來首次錯失季后賽。
2019-2020年賽季，詹姆士原將使用已久的23號給予安東尼·戴維斯，改穿上在熱火時期和訓練時穿的6號，但之後因商業問題繼續使用23號，而安東尼·戴維斯穿上3號。2019年11月2日，湖人客場挑戰獨行俠，詹姆斯繳出39分16助攻12籃板，盧卡·唐西奇拿下31分15助攻13籃板，成為聯盟史上首對單場皆送出至少15助攻並拿下大三元的對手。還成為聯盟史上第3位達成生涯30場「30分級大三元」的球員，前兩人分別是奧斯卡·羅伯森與羅素·衛斯特布魯克，也是繼1990年的魔術強森後，首位拿下30分15助攻10籃板的湖人球員。11月4日，作客出戰馬刺，生涯抄截總數來到1946次，超越柯比·布萊恩，排在NBA歷史抄截榜上第15名。11月9日，湖人在客場95-80戰勝熱火，詹姆斯拿到25分4籃板6助攻，成為歷史上第三位達成千場得分20+的球員，比肩卡爾·馬龍和卡里姆·阿卜杜勒-賈巴爾。11月20日，詹姆斯迎戰俄克拉荷马城雷霆繳出25分、11籃板與10助攻，成為史上第一位對聯盟30隊都曾有大三元演出的球員。11月26日，湖人客場以114比104擊敗馬刺，詹姆斯攻下33分並投進4記三分球，三分球命中數超越佩賈·斯托亞科維奇躍居史上第18名，達成12000進球數的紀錄。11月28日，詹姆斯面對新奥尔良鹈鹕攻下29分11助攻5籃板2抄截，生涯總得分達到33008分，成為史上第4位突破33000分的球員，更創下史上最年輕33000分的紀錄。12月30日，35歲生日當天，主場坐鎮達拉斯獨行俠，詹姆斯首節送出4次助攻，這讓他生涯助攻數累積達到9000次，成為聯盟史上第一位完成至少33000分、9000籃板、9000助攻的球員。同天，詹姆斯獲選美聯社近十年最優秀的男運動員。2020年1月26日，湖人作客對決76人，詹姆斯在比賽中第3節超越柯比·布萊恩的33643分，榮登NBA史上生涯累積得分榜第3位，2020年3月7日，詹姆斯在對密尔沃基雄鹿的第二節利用罰球機會拿到第7分和第8分，使得他生涯總得分正式突破34000分，成為史上第3位達到34000分的球員，同時更以35歲又68天刷新最年輕紀錄，2020年8月15日，隨著湖人在複賽後最後一場例行賽，結果以122比136不敵沙加緬度國王，詹姆斯上場15分鐘攻下17分、4次助攻與3個籃板，最終以場均10.2次助攻，生涯17年來首次拿下年度助攻王，同時也是史蒂夫·奈許後，史上第2位在35歲之後平均助攻達到雙位數的球員，另一方面，詹姆斯生涯已經連續16個賽季平均得到至少25分，同樣刷新個人保持的紀錄；而他連續17個賽季至少20分則是追平卡里姆·阿布都-賈霸和卡爾·馬龍的紀錄，並列史上第一。此外，詹姆斯本季總得分達到1698分，這是他連續17個賽季至少拿到1500分，追平贾巴尔的紀錄，並列史上第一。。2020年9月27日，西區冠軍賽第5戰，詹姆斯全場攻下38分16籃板10助攻，帶領湖人淘汰丹佛掘金，挺進總冠軍賽。這是湖人繼2009-10年之後重新踏上總冠軍賽舞台，也是近10年來第9次打進總冠軍賽。值得一提的是在騎士、熱火與湖人3支不同隊伍，且5位不同的教練麾下達成10度闖進總冠軍的第一人。。
2020年10月11日，詹姆斯帶領洛杉磯湖人成功奪得2019-20賽季NBA總冠軍，並以場均29.8分11.8籃板8.5助攻奪得生涯第4座NBA總決賽最有價值球員，成為歷史首位在三個球團獲得總決賽最有價值球員榮譽的球員。

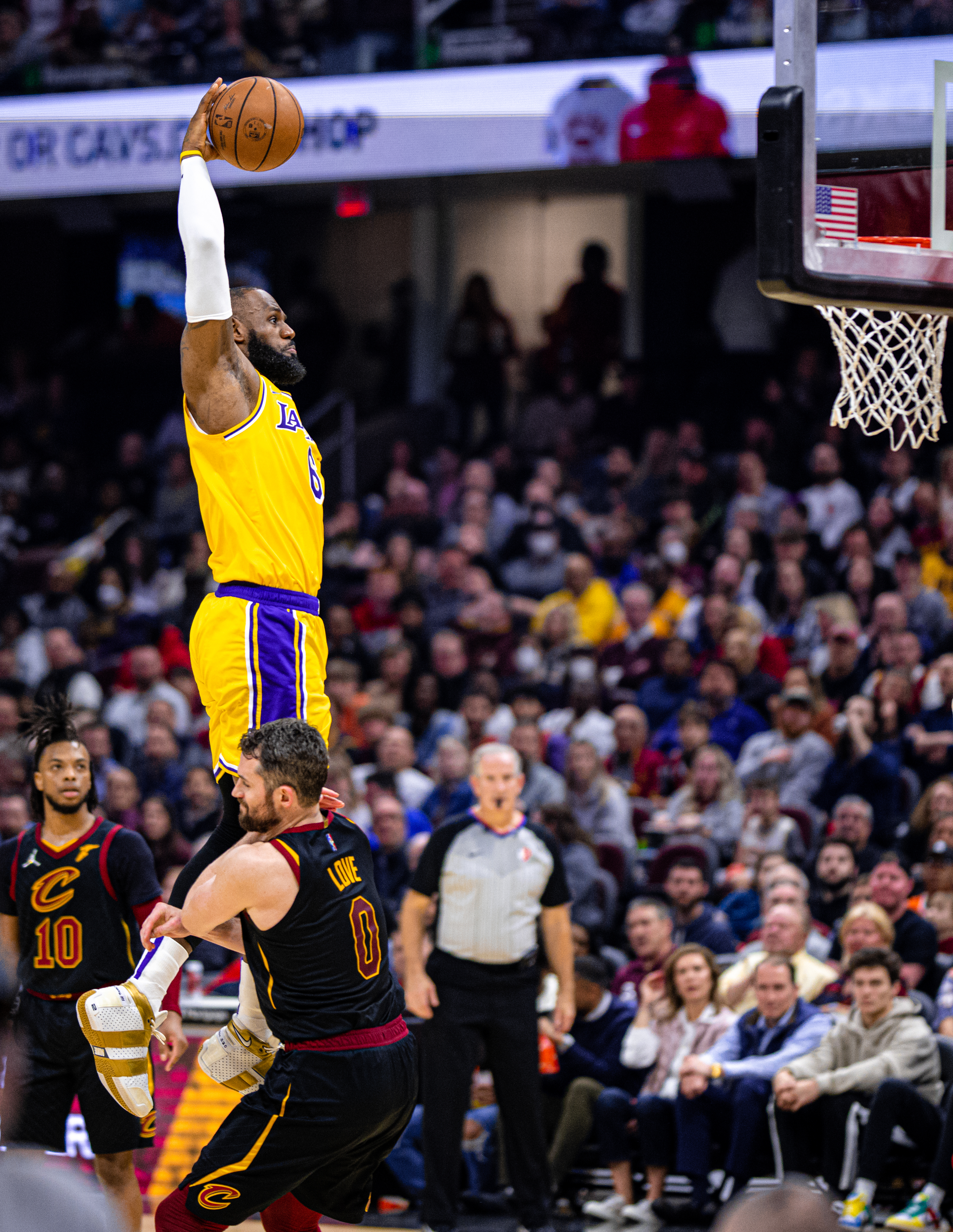
一場湖人與克里夫蘭騎士的比賽中，詹姆斯在前隊友凱文·洛夫的防守下進行扣籃海報。

2020-2021年賽季，詹姆斯場均25.0分、7.7籃板、7.8助攻。在2021年2月20日，詹姆斯在對布鲁克林篮网的比賽上半場攻下17分，這讓他生涯總得分突破35000分大關，成為史上第3位總得分達到35000分的球員。詹姆斯以36歲又51天成為最年輕拿到35000分的球員，先前紀錄是贾巴尔的38歲又350天；而詹姆斯僅用了1295場比賽就達成，也是史上最快紀錄，贾巴尔是用了1323場，馬龍1369場。
2021年12月29日，湖人隊今天出戰火箭，詹姆斯單場32分、11籃板、11助攻演出大三元表現，加上卡梅羅·安東尼24分，羅素·衛斯特布魯克單場24分、10助攻、12籃板也演出大三元，終場以132:123擊敗火箭。
詹姆斯經由罰球拿到這場比賽的第31分，而這也是他生涯36000分，排名第三，距離卡爾·馬龍的36928分只有928分，而離歷史總得分最高紀錄保持者卡里姆·阿布都-賈霸38387分紀錄約有2400分左右。
2021-2022年賽季， 詹姆斯場均貢獻30.3分、8.2籃板、6.2助攻、1.3搶斷和1.1蓋帽，投籃命中率52.4%，三分命中率35.9%。其中得分位列聯盟第二，僅差0.3分即可成為得分王（最終由喬爾·恩比德獲得）。在2022年3月20日，湖人對陣華盛頓奇才的比賽中， 在第二節末段，詹姆斯持球突破禁區，用一記拉桿上籃得到本場第21分，完成對卡爾·馬龍的超越。現場球迷集體起立致敬，比賽暫停近1分鐘為他慶祝，然後詹姆斯全場砍下38分，生涯總得分也達到36,947分，正式超越卡爾·馬龍36,928分，升至NBA歷史得分榜第二。 詹姆斯也僅用1,363場比賽便超越卡爾馬龍，比後者少打113場（卡爾·馬龍生涯1,476場），詹姆斯也距離卡里姆·阿卜杜勒-贾巴尔僅差1,440分。然後，在2022年3月28日對陣新奧爾良鵜鶘的比賽中， 詹姆斯在比赛开始前距离37000分只差15分。他首节就火力全开，连续命中兩記三分球，还有反擊上籃得分，一人連得8分带領湖人打出10-0的开局。第一節他7投4中拿下11分3篮板9。第二節發生了驚險一幕，詹姆斯在拼抢篮板时左脚踝90度扭曲，他疼痛倒地，湖人主教练沃格尔立即叫了暂停。詹姆斯只是簡單地綁緊鞋带，帶傷繼續比赛。儘管腳踝受傷，詹姆斯在第二節中段命中一记超遠三分。这记三分讓他成功達成了37000分大关。當时他用了1365場比賽达成这一成就，比卡里姆·阿卜杜勒-贾巴尔少用了76場。这場比赛詹姆斯最终出战41分钟，27投14中，其中三分球13投7中，罚球6投4中，空砍39分9篮板5助攻1封盖2。但湖人队在一度领先23分的情况下被新奧爾良鵜鶘逆转，最终108-116输掉了比赛 。 然後，這個賽季湖人最終以33勝49負排名西部第11，無緣季後賽和附加賽，創下詹姆斯生涯近20年最差戰績。
2022-2023年賽季，詹姆斯場均28.9分、8.3篮板、6.8助攻，投篮命中率50.8%。在2023年1月16日，詹姆斯在主場對費城76人的比賽中，他在第一節比賽開始後僅5分鐘就6投5中拿下10分，然後詹姆斯在罰球線附近接球，面對防守乾拔跳投命中，拿下本場第12分，生涯總得分正式突破到38,001分，成為史上第2位總得分達到38000分的球員。詹姆斯也成為最年輕的38,000分的球員以（38歲17天）達成， 大幅領先卡里姆·阿卜杜勒-贾巴尔的原紀錄（41歲295天） 。 詹姆斯僅用了1399场比赛就達成38000分，比贾巴尔少用了124場（1,523場），這個賽季他也成為了歷史首位38,000分+10,000籃板+10,000助攻的球員。然而，這場比賽詹姆斯全場得分35分，但是以112比113差1分惜敗。2023年2月8日，詹姆斯在主場對俄克拉何馬城雷霆的比賽中，在第三節最後10.9秒，詹姆斯右側高位持球，面對防守者，以一記招牌後仰跳投命中本場第36分，生涯總得分達到38,388分，正式超越卡里姆·阿卜杜勒-贾巴尔38387分紀錄，成為NBA歷史得分王。 比賽立即中斷，湖人舉行慶祝儀式，NBA總裁亞當·蕭華到場祝賀，賈巴爾親手將象徵“得分王”的籃球交給詹姆斯，兩人擁抱致敬。 這場比賽詹姆斯全场砍下38分，但湖人最终以130-133惜败雷霆。 這個賽季詹姆斯因腳踝和足部傷勢僅出戰55場（含1場替補），湖人最終以43勝39負排名西部第7｡在西決打掘金0比4遭橫掃結束了這個賽季。
2023-2024年賽季，詹姆斯場均25.7分、7.3篮板、8.3助攻。在2023年11月22日湖人主場對陣爵士的比賽中，首節詹姆斯在左側弧頂命中一記三分球，單場得分增至7分，生涯總得分正式達到39,002分，詹姆斯也成為首位達成39,000分的球員。他也隨着這記三分球讓他生涯三分命中數達成2291記，超越文斯·卡特2290記，升至歷史三分榜第7位。 這場比賽詹姆斯僅出戰24分鐘，高效貢獻17分7籃板9助攻，湖人最終以131-99大勝爵士 。2024年3月2日，詹姆斯在對丹佛掘金的比賽中， 在第二節詹姆斯在左側三分線外持球，面對掘金球員小邁克爾·波特的單防。他通過假動作晃動後加速突破，切入籃下後用左手完成轉身上籃，命中生涯第40,000分成为NBA歷史上第一位常規賽總得分達到40,000分的球員也在同時達成生涯40,000得分+11,042籃板+10,838助攻的史無前例"411"全能數據 。進球後比賽暫停，全場觀眾起立歡呼，隊友與對手均上前致意。湖人主場大屏幕播放紀念視頻，致敬這一空前成就。這場比賽詹姆斯最終貢獻26分、9籃板、4助攻，但湖人以114-124不敵掘金，遺憾未能以勝利慶祝里程碑。2024年6月27日，洛杉磯湖人在2024年NBA選秀中，以第二輪第55順位選中了詹姆斯之子布朗尼·詹姆斯，成為了NBA歷史上唯一一對同時效力於同隊的父子檔。這個賽季詹姆斯第20次入選全明星刷新了新紀錄（原記錄為賈巴爾19次），湖人以47勝35負排名西部第七，通過附加賽晉級季後賽，然後在首輪對陣掘金，詹姆斯季後賽場均27.8分6.8籃板8.8助攻，但湖人1-4遭淘汰。
2024-2025年賽季，詹姆斯場均24.4分、7.8籃板、8.2助攻、1.0搶斷、0.6蓋帽。2024年12月7日湖人客場對陣亞特蘭大老鷹的比賽中，詹姆斯在末節一次突破上籃得手，生涯總得分正式突破41000分，成為NBA歷史首位達成此成就的球員。這場比賽詹姆斯出戰45分鐘，砍下39分10籃板11助攻的三雙，外加2搶斷3蓋帽，投籃命中率超50% ，但是湖人歷經加時以132-134惜敗老鷹，但詹姆斯個人表現統治全場  ｡詹姆斯也以40歲高齡成為NBA史上最年長單場貢獻“30+三雙”的球員，同時刷新最年長季後賽防守效率第一的紀錄。2025年3月5日，詹姆斯完成了一個歷史性成就，再對陣快船的比賽中以一記側翼三分達成了50000分里程碑，成為NBA歷史首位生涯常規賽和季後賽總分達到五萬分的球員。2025年3月27日湖人對陣步行者的比赛中，詹姆斯在前三節的運動戰6投0中，僅靠罰球得3分，連續1282場得分上雙紀錄岌岌可危，但在第四節找回狀態連得8分。在終場前42秒，步行者憑借哈利伯頓的得分以119-118反超湖人，然後步行者最後一攻由馬瑟林執行，但詹姆斯精准預判並上前夾擊，迫使馬瑟林高難度出手打鐵，為湖人爭取到最後5秒的球權。然後，東契奇持球突破拋投不中，詹姆斯從弱側切入，在終場哨響前0.1秒壓哨補籃命中，裁判回放確認進球有效，湖人120-119絕殺 。最终詹姆斯也以13分13篮板7助攻的全面数据收官，這也是詹姆斯生涯第8次壓哨絕殺（常規賽3次+季後賽5次），追平科比·布莱恩特與喬·約翰遜的記錄，並列NBA歷史第二，僅次於迈克尔·乔丹的9次。同時詹姆斯是唯一一位在20歲、30歲和40歲年齡段都完成過壓哨絕殺的NBA球員，也是壓哨絕殺最年長的球員（40歲）。這也是湖人生涯首次壓哨絕殺。2025年3月30日湖人客場對陣孟菲斯灰熊的比賽中，詹姆斯先突破上籃得手，隨後命中一記中距離跳投，連得4分，然後緊接著借擋拆切入籃下強打得分，單節獨取6分，總得分突破42000分。詹姆斯成為NBA歷史首位突破42000分的球員。整場比賽詹姆斯得到25分6籃板8助攻。湖人隊其他球員表現也很出色：里夫斯得到31分7籃板8助攻，東契奇29分8籃板9助攻。湖人一度領先20分，但灰熊頑強反撲，在莫蘭特和貝恩的帶領下曾反超比分，最終湖人穩住陣腳獲勝。這個賽季也是詹姆斯入選第21次全明星，湖人以50勝32負排名西部第3，詹姆斯出戰70場，總得分1710分，籃板546個，助攻575次。但是，首輪1比4輸給森林狼。

## 國家隊生涯

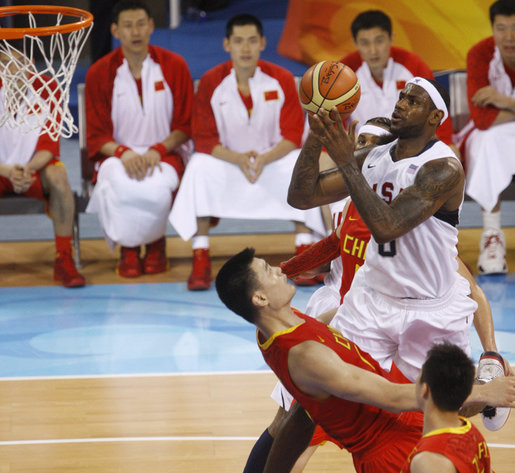
2008年8月10日，詹姆士力壓姚明上籃。

詹姆士在2004年夏季奧林匹克運動會首次替國家隊上陣，最後奪得一面銅牌。平均取得7.2分、1.3籃板、2.2助攻。
詹姆士亦被選為2006年世界男子篮球锦标赛美國隊成員。平均得到13.9分、4.8個籃板及4.1個助攻，為美國隊奪得一面銅牌。
詹姆士參加2008年夏季奧林匹克運動會籃球賽事，穿起六號球衣，繳出平均15.5分、5.3籃板、3.8助攻，協助梦八队以全勝姿態奪得金牌。
而在2012年夏季奧林匹克運動會中，詹姆士加入「夢幻十隊」，再度代表美國出征。他在在這屆比賽上超過大衛·羅賓森的270分，成為美國隊歷史上得分最多（273分）的球员。另外在八強賽面對澳洲隊時演出大三元（11分14籃板12助攻），成為奧運男籃史上第二位取得大三元的球員，也是美國隊史上第一位。詹姆士平均上場25.1分鐘，貢獻13.3分、5.6籃板、5.6助攻，還有0.603的高命中率（73投44中），美國隊也贏得了金牌。
在2024年巴黎奥运会詹姆斯被選為美國代表團在2024年巴黎奧運會開幕式上的旗手，成為美國奧運會代表團首位獲此殊榮的男籃運動員。詹姆斯在巴黎奧運會男籃決賽中帶領美國隊以98-87戰勝法國隊獲得金牌，並茶膺本屆奧運會男籃MVP。他在本屆奧運會中場均得到了14.2分、6.8籃板和8.5助攻。
這也是詹姆斯獲得的第四枚奧運會獎牌(3金1銅)，他在奧運會賽場的胜利場次達到27次場，在歷史排名第四，僅次於蘇聯名將沃爾諾夫(32勝)、謝爾蓋·貝洛夫(29勝)和卡梅隆·安东尼(28勝)。這也是詹姆斯最後一屆奧運會。

## 生涯榮譽
| 榮譽                         | 獲得次數 | 獲得年份                     | 備註                                                           |
| ---------------------------- | -------- | ---------------------------- | -------------------------------------------------------------- |
| NBA總冠軍                    | 4次      | 2012、2013、2016、2020       |                                                                |
| NBA東區冠軍                  | 9次      | 2007、2011~2018              |                                                                |
| NBA西區冠軍                  | 1次      | 2020                         |                                                                |
| NBA總冠軍賽最有價值球員      | 4次      | 2012、2013、2016、2020       | 第1位分別在三支不同NBA球隊獲得總冠軍賽最有價值球員             |
| NBA例行賽MVP                 | 4次      | 2009、2010、2012、2013       | 第2位在5年內拿下4座例行賽最有價值球員                          |
| 年度最佳新秀                 | 1次      | 2004                         |                                                                |
| 新秀第一隊                   | 1次      | 2004                         |                                                                |
| 單月最佳球員                 | 40次     | 持續中                       |                                                                |
| 單周最佳球員                 | 69次     | 持續中                       |                                                                |
| 年度第一隊                   | 13次     | 2006、2008~2018、2020        | 和卡爾·馬龍同保有的NBA歷史紀錄。（生涯連續11季入選年度第一隊） |
| 年度第二隊                   | 4次      | 2005、2007、2021、2025       |                                                                |
| 年度第三隊                   | 4次      | 2019、2022、2023、2024       |                                                                |
| 年度防守第一隊               | 5次      | 2009~2013                    |                                                                |
| 年度防守第二隊               | 1次      | 2014                         |                                                                |
| 全明星賽                     | 21次     | 2005~2025                    |                                                                |
| 全明星賽最有價值球員         | 3次      | 2006、2008、2018             |                                                                |
| 東區單月最佳新秀             | 6次      |                              |                                                                |
| 例行賽得分王                 | 1次      | 2008                         | 場均30.0分                                                     |
| 例行賽助攻王                 | 1次      | 2020                         | 場均10.2助攻                                                   |
| 奈史密斯年度最佳球員獎       | 1次      | 2003                         |                                                                |
| 麥當勞高中全明星賽MVP        | 1次      | 2003                         |                                                                |
| 美國籃球先生                 | 2次      | 2002、2003                   | 和傑瑞·盧卡斯、卡里姆·阿卜杜勒-賈巴爾為兩次的獲獎者。          |
| ESPY獎NBA年度最佳球員        | 1次      | 2007、2009、2012、2013、2016 |                                                                |
| ESPY獎年度最佳男運動員       | 3次      | 2012、2013、2016             |                                                                |
| 《運動畫刊》的封面人物       | 20次     |                              |                                                                |
| 《運動畫刊》的年度最佳運動員 | 1次      | 2012                         |                                                                |
| 美聯社年度最佳運動員         | 3次      | 2013、2016、2018             |                                                                |

### 達成紀錄
- 2022年2月13日，勒布朗·詹姆斯打破賈巴爾44149分的紀錄，成為「NBA常規賽+季後賽」的歷史總得分王
- 2023年2月8日，勒布朗·詹姆斯打破賈巴尔38387分的紀錄，成為「NBA例行賽」的歷史得分王[71]
- 2025年勒布朗·詹姆斯超越巴西傳奇奧斯卡·施密特49737分的紀錄成為世界籃球得分王。
- 2025年3月4日勒布朗·詹姆斯成為NBA歷史上第一位50000分(常規賽+季後賽)的球員
- 包辦史上1000分到42000分最年輕紀錄
- 生涯絕殺球總計29次（史上第一）
- 生涯季後賽壓哨絕殺5次（史上第一）
- 史上唯一一位在20歲、30歲和40歲年齡段都完成過壓哨絕殺的NBA球員
- 史上第一位對聯盟30隊都曾有大三元演出的球員
- 歷史上第一位連續900場例行賽得分上雙的球員（在連續第867場得分上雙時，超越麥可·喬登成為第一）
- 第1位生涯累積40000分、10000籃板、10000助攻的球員
- 季後賽總得分王（8162分）
- 唯一一個季後賽總得分超過8000分
- 第2位在同一年裡囊括四大榮譽「年度MVP、總冠軍、總決賽MVP、奧運金牌」的球員（2012年）（第一位是1992年的麥可·喬登）
- 2013年追平2000年的俠客·歐尼爾在年度MVP票選的最高得分1207（獲得121張第一名選票當中的120張）
- 最快達成10000分、2500篮板、2500助攻、600抄截、300阻攻（382場-10464分、2637籃板、2518助攻、676抄截、300阻攻）
- 最快達成20000分、5000篮板、5000助攻、1200抄截、600阻攻（726場-20007分、5244籃板、5008助攻、1255抄截、616阻攻）
- 第3位新秀賽季平均在20分5篮板5助攻（20.9分5.5籃板5.9助攻）
- 第2位在明星賽達成大三元（2011）
- 第1位在NBA總冠軍賽同時在得分、籃板、助攻、抄截、火鍋等五項數據皆排名第一
- 明星賽史上累計投進最多三分球（30+）
- 第3位季後賽初登場大三元
- 單季最多場季後賽得分在25分以上（2012年-21場）
- 達成連續1000場得分雙位數（持續中，史上第一)
- 生涯得分雙位數的場次已達成1510場（史上第一）

### NBA史上最年輕紀錄
| 榮譽         | 年份          | 年齡      | 備註 |
| ------------ | ------------- | --------- | ---- |
| 選秀狀元     | 2003年6月26日 | 18歲178天 |      |
| 年度新人王   | 2003-04賽季   | 19歲      |      |
| 新秀第一隊   | 2003-04賽季   | 19歲      |      |
| 年度第二隊   | 2004-05賽季   | 20歲      |      |
| 年度第一隊   | 2005-06賽季   | 21歲      |      |
| 明星赛MVP    | 2006年2月19日 | 21歲51天  |      |
| 單月最佳球員 | 2004年11月    | 19歲      |      |
| 單周最佳球員 | 2004年11月    | 19歲      |      |

- 2004年雅典奧運成為美國男籃史上最年輕的國家隊隊員（19歲）
- 2005年4月11日-最年輕達成單季2,000分（20歲102天）
- 2005-06赛季-最年輕達成單季平均30分（21歲）
- 2003年11月29日-最年輕單場得30分（18歲334天）
- 2004年3月27日-最年輕單場得40分（19歲88天）
- 2012年6月3日-最年輕達成季後賽3000分（27歲156天）
- 2005年1月19日-（直到2017年11月10日前）為最年輕完成大三元（27分11篮板10助攻）（20歲20天）（被朗佐·鮑爾以20歲15天打破，後來馬基爾·富斯以19歲又317天打破紀錄，然後被喬什·吉迪以19歲84天打破記錄成為新的紀錄保持人）
- 2013年1月16日-最年輕生涯獲得20,000分、5,000篮板、5,000助攻（28歲17天）
- 2013年5月5日-最年輕拿下生涯第4座年度MVP（28歲126天）

### 最年輕常規賽生涯得分
| 日期           | 生涯得分 | 年齡      | 備註 |
| -------------- | -------- | --------- | ---- |
| 2004年2月9日   | 1,000    | 19歲41天  |      |
| 2004年11月27日 | 2,000    | 19歲333天 |      |
| 2005年3月2日   | 3,000    | 20歲62天  |      |
| 2005年11月13日 | 4,000    | 20歲318天 |      |
| 2006年1月21日  | 5,000    | 21歲22天  |      |
| 2006年3月29日  | 6,000    | 21歲89天  |      |
| 2006年12月23日 | 7,000    | 21歲358天 |      |
| 2007年3月14日  | 8,000    | 22歲74天  |      |
| 2007年12月17日 | 9,000    | 22歲352天 |      |
| 2008年2月27日  | 10,000   | 23歲59    |      |
| 2008年11月18日 | 11,000   | 23歲324天 |      |
| 2009年2月3日   | 12,000   | 24歲35天  |      |
| 2009年10月27日 | 13,000   | 24歲301天 |      |
| 2010年1月2日   | 14,000   | 25歲3天   |      |
| 2010年3月19日  | 15,000   | 25歲79天  |      |
| 2010年12月23日 | 16,000   | 25歲358天 |      |
| 2011年3月18日  | 17,000   | 26歲78天  |      |
| 2012年2月3日   | 18,000   | 27歲35天  |      |
| 2012年4月19日  | 19,000   | 27歲111天 |      |
| 2013年1月16日  | 20,000   | 28歲17天  |      |
| 2013年4月6日   | 21,000   | 28歲97天  |      |
| 2014年1月10日  | 22,000   | 29歲11天  |      |
| 2014年4月4日   | 23,000   | 29歲95天  |      |
| 2015年1月17日  | 24,000   | 30歲17天  |      |
| 2015年11月3日  | 25,000   | 30歲308天 |      |
| 2016年1月30日  | 26,000   | 31歲30天  |      |
| 2016年11月12日 | 27,000   | 31歲317天 |      |
| 2017年2月4日   | 28,000   | 32歲37天  |      |
| 2017年11月3日  | 29,000   | 32歲308天 |      |
| 2018年1月24日  | 30,000   | 33歲25天  |      |
| 2018年4月6日   | 31,000   | 33歲97天  |      |
| 2019年2月6日   | 32,000   | 34歲37天  |      |
| 2019年11月28日 | 33,000   | 34歲332天 |      |
| 2020年3月7日   | 34,000   | 35歲68天  |      |
| 2021年2月19日  | 35,000   | 36歲51天  |      |
| 2021年12月29日 | 36,000   | 36歲364天 |      |
| 2022年3月28日  | 37,000   | 37歲88天  |      |
| 2023年1月16日  | 38,000   | 38歲17天  |      |
| 2023年11月22日 | 39,000   | 38歲327天 |      |
| 2024年3月3日   | 40,000   | 39歲64天  |      |
| 2024年12月7日  | 41,000   | 39歲343天 |      |
| 2025年3月30日  | 42,000   | 40歲65天  |      |

## 職業生涯數據

### NBA例行賽數據統計
| 賽季     | 球隊     | GP    | GS    | MPG  | FG%  | 3P%  | FT%  | RPG | APG   | SPG | BPG | PPG   |
| -------- | -------- | ----- | ----- | ---- | ---- | ---- | ---- | --- | ----- | --- | --- | ----- |
| 2003–04  | CLE      | 79    | 79    | 39.5 | 41.7 | 29.0 | 75.4 | 5.5 | 5.9   | 1.6 | 0.7 | 20.9  |
| 2004–05  | CLE      | 80    | 80    | 42.4 | 47.2 | 35.1 | 75.0 | 7.4 | 7.2   | 2.2 | 0.7 | 27.2  |
| 2005–06  | CLE      | 79    | 79    | 42.5 | 48.0 | 33.5 | 73.8 | 7.0 | 6.6   | 1.6 | 0.8 | 31.4  |
| 2006–07  | CLE      | 78    | 78    | 40.9 | 47.6 | 31.9 | 69.8 | 6.7 | 6.0   | 1.6 | 0.7 | 27.3  |
| 2007–08  | CLE      | 75    | 74    | 40.4 | 48.4 | 31.5 | 71.2 | 7.9 | 7.2   | 1.8 | 1.1 | 30.0* |
| 2008–09  | CLE      | 81    | 81    | 37.7 | 48.9 | 34.4 | 78.0 | 7.6 | 7.2   | 1.7 | 1.1 | 28.4  |
| 2009–10  | CLE      | 76    | 76    | 39.0 | 50.3 | 33.3 | 76.7 | 7.3 | 8.6   | 1.6 | 1.0 | 29.7  |
| 2010–11  | MIA      | 79    | 79    | 38.8 | 51.0 | 33.0 | 75.9 | 7.5 | 7.0   | 1.6 | 0.6 | 26.7  |
| 2011–12† | MIA      | 62    | 62    | 37.5 | 53.1 | 36.2 | 77.1 | 7.9 | 6.2   | 1.9 | 0.8 | 27.1  |
| 2012–13† | MIA      | 76    | 76    | 37.9 | 56.5 | 40.6 | 75.3 | 8.0 | 7.3   | 1.7 | 0.9 | 26.8  |
| 2013–14  | MIA      | 77    | 77    | 37.7 | 56.7 | 37.9 | 75.0 | 6.9 | 6.4   | 1.6 | 0.3 | 27.1  |
| 2014–15  | CLE      | 69    | 69    | 36.1 | 48.8 | 35.4 | 71.0 | 6.0 | 7.4   | 1.6 | 0.7 | 25.3  |
| 2015–16† | CLE      | 76    | 76    | 35.6 | 52.0 | 30.9 | 73.1 | 7.4 | 6.8   | 1.4 | 0.6 | 25.3  |
| 2016–17  | CLE      | 74    | 74    | 37.8 | 54.8 | 36.3 | 67.4 | 8.6 | 8.7   | 1.2 | 0.6 | 26.4  |
| 2017–18  | CLE      | 82    | 82    | 36.9 | 54.2 | 36.7 | 73.1 | 8.6 | 9.1   | 1.4 | 0.9 | 27.5  |
| 2018–19  | LAL      | 55    | 55    | 35.2 | 51.0 | 33.9 | 66.5 | 8.5 | 8.3   | 1.3 | 0.6 | 27.4  |
| 2019–20† | LAL      | 67    | 67    | 34.6 | 49.3 | 34.8 | 69.3 | 7.8 | 10.2* | 1.2 | 0.5 | 25.3  |
| 2020–21  | LAL      | 45    | 45    | 33.4 | 51.3 | 36.5 | 69.8 | 7.7 | 7.8   | 1.1 | 0.6 | 25.0  |
| 2021–22  | LAL      | 56    | 56    | 37.2 | 52.4 | 35.9 | 75.6 | 8.2 | 6.2   | 1.3 | 1.1 | 30.3  |
| 2022–23  | LAL      | 55    | 54    | 35.5 | 50.0 | 32.1 | 76.8 | 8.3 | 6.8   | 0.9 | 0.6 | 28.9  |
| 職業生涯 | 職業生涯 | 1,421 | 1,419 | 38.1 | 50.5 | 34.5 | 73.5 | 7.5 | 7.3   | 1.5 | 0.8 | 27.2  |
| 明星賽   | 明星賽   | 19‡   | 19‡   | 27.5 | 51.6 | 30.4 | 72.5 | 5.8 | 5.8   | 1.2 | 0.4 | 22.4  |

### NBA季後賽數據統計
| 賽季     | 球隊     | GP   | GS   | MPG  | FG%  | 3P%  | FT%  | RPG  | APG | SPG | BPG | PPG  |
| -------- | -------- | ---- | ---- | ---- | ---- | ---- | ---- | ---- | --- | --- | --- | ---- |
| 2005–06  | CLE      | 13   | 13   | 46.5 | 47.6 | 33.3 | 73.7 | 8.1  | 5.8 | 1.4 | 0.7 | 30.8 |
| 2006–07  | CLE      | 20   | 20   | 44.7 | 41.6 | 28.0 | 75.5 | 8.1  | 8.0 | 1.7 | 0.5 | 25.1 |
| 2007–08  | CLE      | 13   | 13   | 42.5 | 41.1 | 25.7 | 73.1 | 7.8  | 7.6 | 1.8 | 1.3 | 28.2 |
| 2008–09  | CLE      | 14   | 14   | 41.4 | 51.0 | 33.3 | 74.9 | 9.1  | 7.3 | 1.6 | 0.9 | 35.3 |
| 2009–10  | CLE      | 11   | 11   | 41.8 | 50.2 | 40.0 | 73.3 | 9.3  | 7.6 | 1.7 | 1.8 | 29.1 |
| 2010–11  | MIA      | 21   | 21   | 43.9 | 46.6 | 35.3 | 76.3 | 8.4  | 5.9 | 1.7 | 1.2 | 23.7 |
| 2011–12† | MIA      | 23   | 23   | 42.7 | 50.0 | 25.9 | 73.9 | 9.7  | 5.6 | 1.9 | 0.7 | 30.3 |
| 2012–13† | MIA      | 23   | 23   | 41.7 | 49.1 | 37.5 | 77.7 | 8.4  | 6.6 | 1.8 | 0.8 | 25.9 |
| 2013–14  | MIA      | 20   | 20   | 38.2 | 56.5 | 40.7 | 80.6 | 7.1  | 4.8 | 1.9 | 0.6 | 27.4 |
| 2014–15  | CLE      | 20   | 20   | 42.2 | 41.7 | 22.7 | 73.1 | 11.3 | 8.5 | 1.7 | 1.1 | 30.1 |
| 2015–16† | CLE      | 21   | 21   | 39.1 | 52.5 | 34.0 | 66.1 | 9.5  | 7.6 | 2.3 | 1.2 | 26.3 |
| 2016–17  | CLE      | 18   | 18   | 41.3 | 56.5 | 41.1 | 69.8 | 9.1  | 7.8 | 1.9 | 1.3 | 32.8 |
| 2017–18  | CLE      | 22   | 22   | 41.9 | 53.9 | 34.2 | 74.6 | 9.1  | 9.0 | 1.4 | 1.0 | 34.0 |
| 2019–20† | LAL      | 21   | 21   | 36.3 | 56.3 | 37.8 | 71.0 | 10.8 | 8.8 | 1.2 | 0.8 | 27.6 |
| 2020–21  | LAL      | 6    | 6    | 37.3 | 47.4 | 37.5 | 60.9 | 7.2  | 8.0 | 1.5 | 0.3 | 23.3 |
| 2022–23  | LAL      | 16   | 16   | 38.7 | 49.8 | 26.4 | 76.1 | 9.9  | 6.5 | 1.1 | 1.1 | 24.5 |
| 職業生涯 | 職業生涯 | 282‡ | 282‡ | 41.3 | 49.5 | 33.1 | 74.1 | 9.0  | 7.2 | 1.7 | 1.0 | 28.5 |

## 其他
- 勒布朗·詹姆斯的英文綽號為「King James」，而在中文圈則有「小皇帝」、「詹皇」與「大帝」等等綽號。
- 2010-2011，球衣的銷售量排在第一位。[72]
- 2008年，由Kristopher Belman所導的電影登上大螢幕。記錄了詹姆士在高中時期如何帶領聖瑪莉中學奪得三次州冠军。
- 詹姆士在2011年總決賽敗給小牛隊後下定決心要再進步，於是拜師火箭名人堂中鋒哈基姆·奧拉朱旺學習低位單打。在下個賽季詹姆士的低位單打有了大幅度的進步，並使他的整體命中率達到53.1％
- 詹姆士亦曾經在喜劇《姐姐愛最大》中客串飾演自己，其搞笑演技獲得不少觀衆贊同。除此之外，有傳有電影公司有意開拍《怪物奇兵》續集，屬意找詹姆士為主角。
- 2017年，32歲的詹姆斯生涯首獲詹姆斯·沃爾特·肯尼迪公民獎，一直在不斷改善家鄉（阿克倫）貧窮孩子的教育問題，以及為社區做出長期貢獻。截止目前，已經有超過1100名學生從詹姆斯家庭基金會得到幫助，職業籃球作家協會主席，來自《奧蘭多哨兵報》的Josh Robbins表示：「勒布朗-詹姆斯在幫助年輕人方面的付出堪稱吾輩楷模，他和其餘得到提名的25名球員一樣，都為改變世界做出了貢獻。」
- 籃球電影《怪物奇兵》的續集《怪物奇兵 全新世代》將於2019夏天正式開拍，詹姆士將擔任主角。此外，詹姆士也找來了達米安·里拉德、安東尼·戴維斯以及克雷·湯普森等NBA球星出現；同時亦有WNBA球星黛安娜·陶樂西及妮姆卡蒂·歐古米克的加入。[73]
- 2019年，《福布斯》公佈的全球運動員收入排行榜，詹姆士以年收入8900萬美元，排名第8名，是排行榜中最高身價的籃球員[74]。
- 2020年，Apple TV+推出的籃球紀錄片《王者之路》（Greatness Code）中，講述了詹姆斯與其他6名不同領域的知名運動員，他们不为人知的背后故事，聚焦其职业生涯中的一个关键时刻。
- 2020年，被美國運動畫刊評選為年度最佳體育人物，這是他繼2012年後第二次入選。
- 2020年，《福布斯》公佈全球運動員收入排行榜，詹姆士以年收入8820萬美元，排名第5名，仍是排行榜中最高身價的籃球員[75]。

## 个人生活
2011年，詹姆士在邁阿密的一場跨年晚宴與生日宴會上向高中校友莎凡娜·布琳森（Savannah Brinson）求婚，兩人在2013年九月結婚，目前擁有兩个儿子和一個女兒。長子小勒布朗·詹姆士（LeBron James Jr.），於2004年10月6日出生；次子布萊斯·麥克希姆·詹姆士（Bryce Maximus James），於2007年6月14日出生。
2011年4月，透過旗下LRMR Branding & Marketing公司，與英超利物浦足球會母公司芬威體育營銷集團達成協議，透過為該支5屆歐冠盃盟主代言進行品牌推廣，獲得球會少量股份，成為股東。

## 政治
2019年10月4日火箭隊總管摩瑞（Daryl Morey）在社群媒體推特發文「為自由奮鬥，和香港站在一起」（Fight for Freedom, Stand with Hong Kong.）表達支持香港反對逃犯條例修訂草案運動的立場，隨即引發爭議以及不同意見之間的對峙。詹姆士在接受訪問詢問針對此事的看法時，表示Morey被不實資訊誤導，對真實狀況並不清楚，並表示推文「沒有考慮到別人，只考慮到自己，會帶來負面不好的結果」、「很多人會被傷害，不只是財務上的，也包含身體上、感覺上、心靈上的傷害」、「發推文時都必須要小心我們的所言所為，雖然我們的確有言論自由，但言論自由也會帶來許多負面結果」。

## 腳註
1. ↑  此紀錄已在2009年11月14日被布蘭登·詹寧斯的20歲52天所改寫
2. ↑  舊記錄是柯比·布萊恩的24歲159天。